# Richard Francis Ernest Cochrane
Richard Francis Ernest Cochrane, škotski plemič in častnik, * 18. september 1873, † 16. februar 1959.
Bil je tretji sin Ernesta Greyja Lambtona Cochrana
Po končani vojaški službi je bil High Sheriff (1908) in Justice of the Peace (J.P.) za okrožje Donegal.